# Barri Gòtic
Barri Gòtic (katalánsky obvykle zkráceně El Gòtic nebo jen Gòtic, česky /gotická čtvrť/ nepoužívá se) je stará historická čtvrť Barcelony, která se přibližně kryje též s rozsahem starověkého římského města Barcino z 1. století. Barri Gòtic je součástí městského obvodu a katastrálního území Ciutat Vella a zahrnuje přibližně jednu třetinu jeho plochy ale jen jednu sedminu obyvatel této městské části (obvodu) Ciutat Vella. Její rozsah je vymezen přibližně na jihu nábřežím Středozemního moře, na západě „vnitroměstským bulvárem“ La Rambla a na severovýchodě Katalánským náměstím. Ne všechny budovy ve čtvrti jsou gotické, zachovala si ale středověkou uliční strukturu ulic náměstí a dvorů. Ve čtvrti se nachází řada cenných budov a památek důležitých pro historii města, Katalánska i Španělska. Zde jsou dislokovány zbytky římských staveb, Katedrála svatého Kříže, Palác katalánské Generalitat, Velký královský palác (Palau Reial Major), Biskupský palác (Palacio Episcopal de Barcelona), Klášter Svaté Anny). Casa Marti s kavárnou Els Quatre Gats a také barcelonská radnice (Casa de la Ciutat) a mnoho dalších.

## Galerie

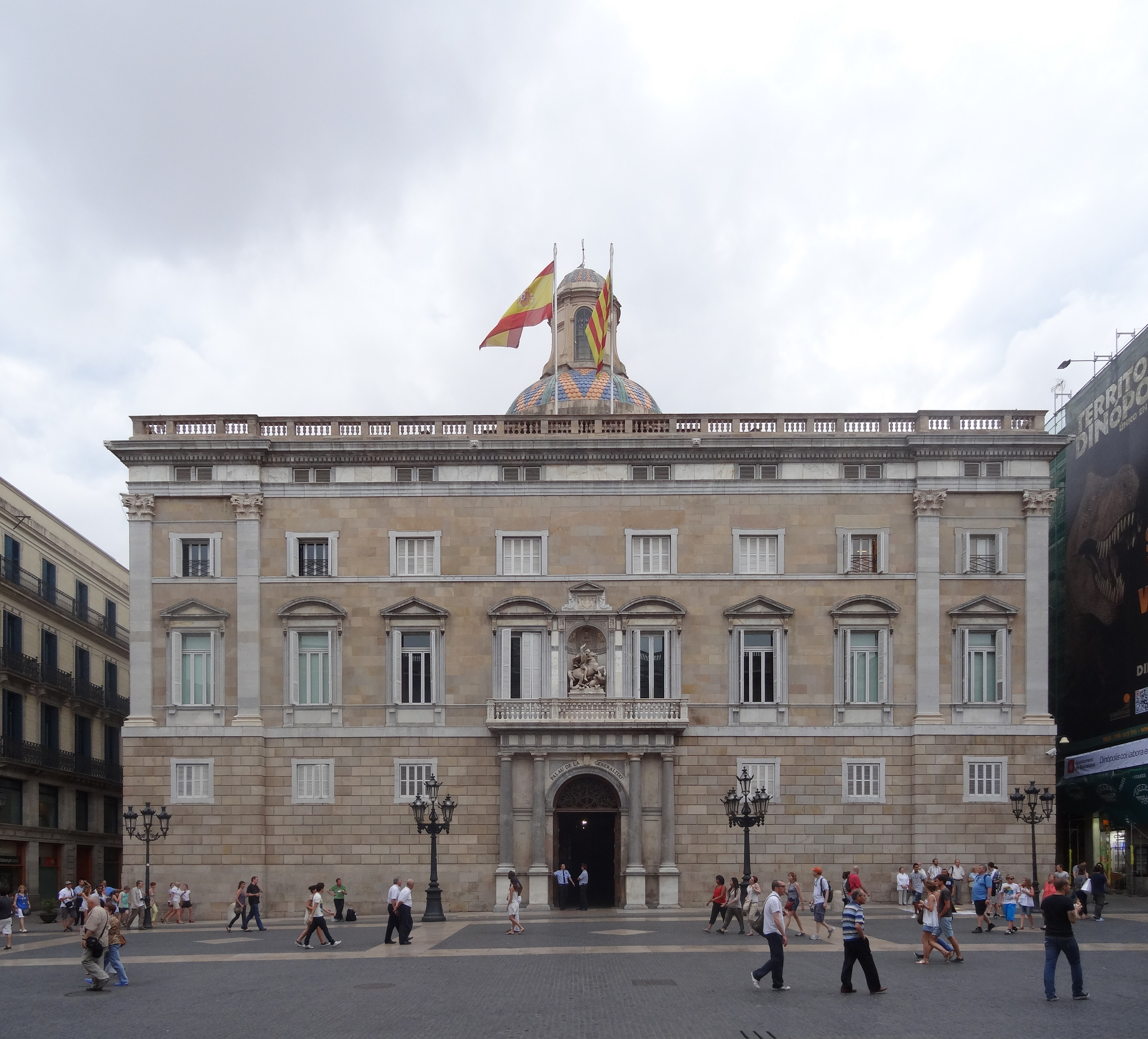
Palác Katalánského presidenta (Generalitat)
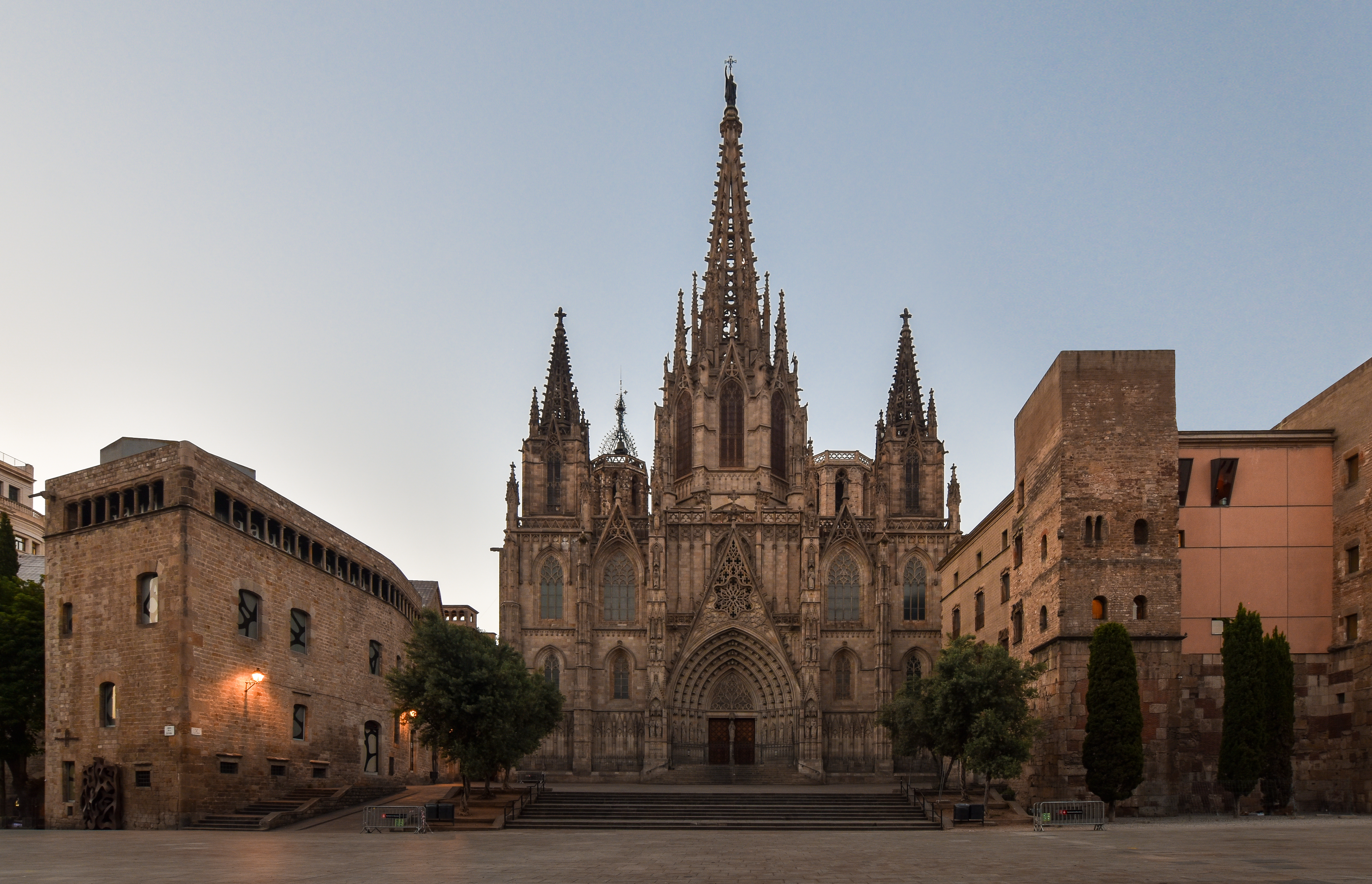
Katedrála svatého Kříže
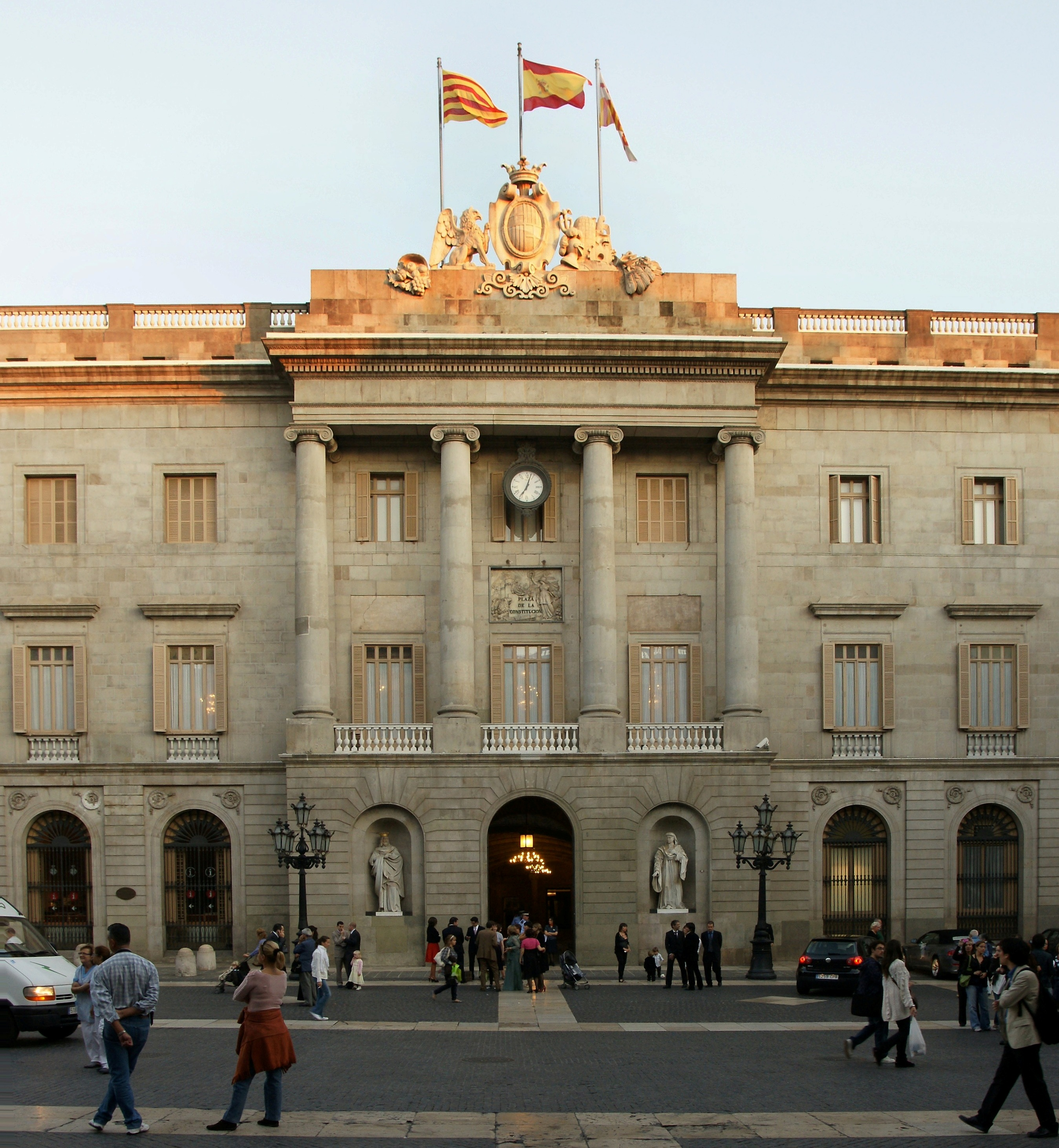
Barcelonská radnice - Casa de la Ciutat
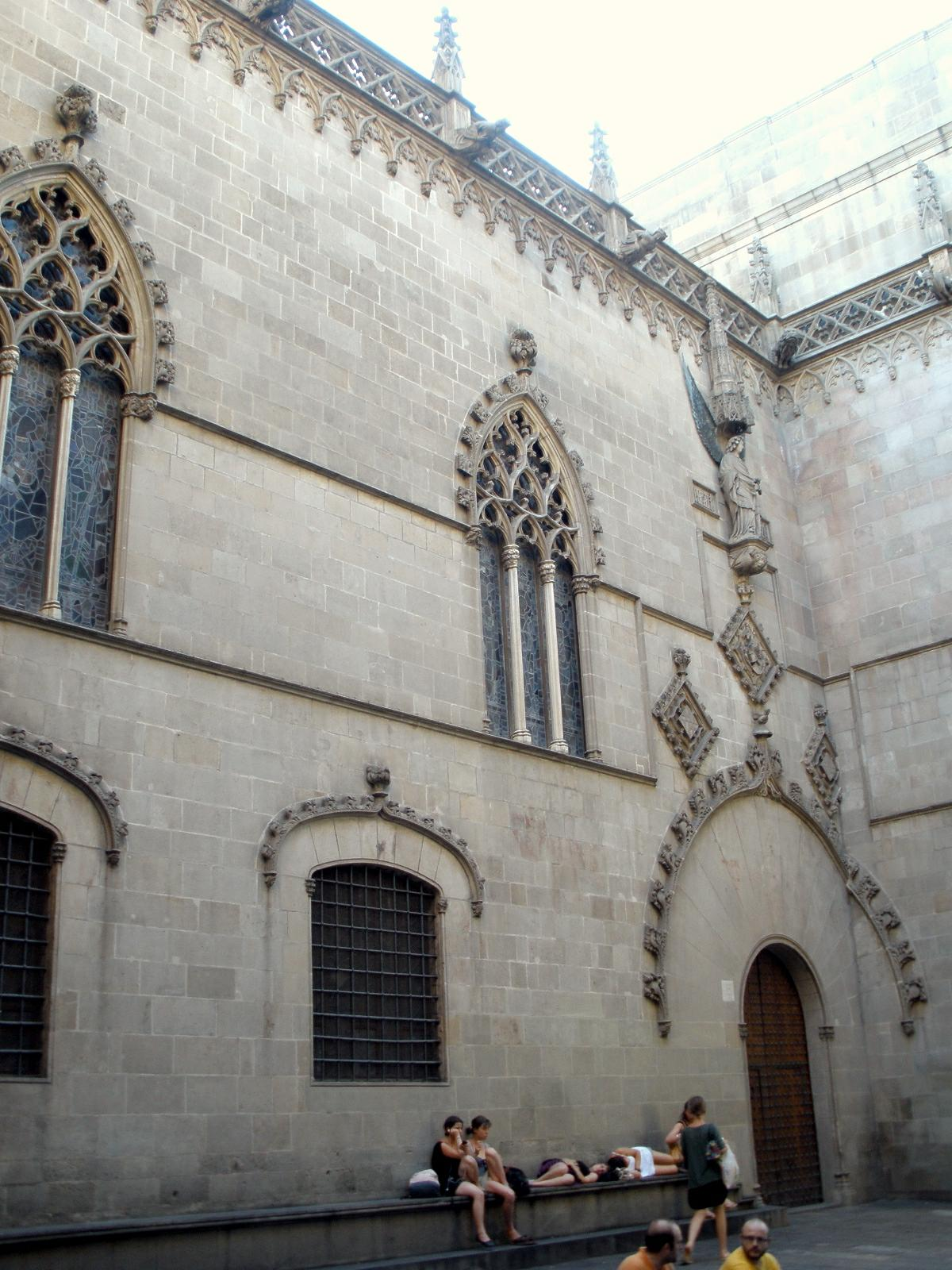
Gotická část barcelonské radnice
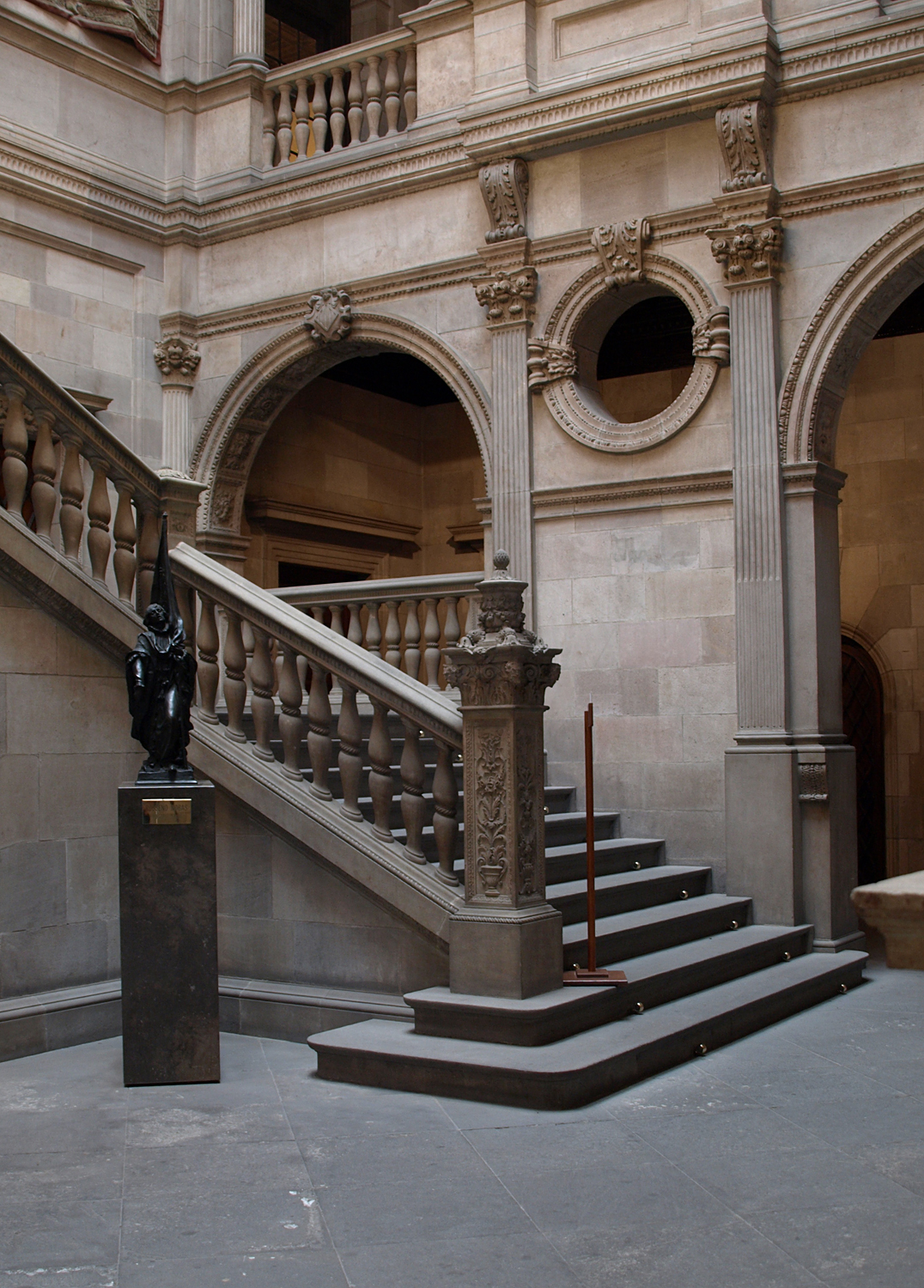
Interiér radnice - čestné schodiště
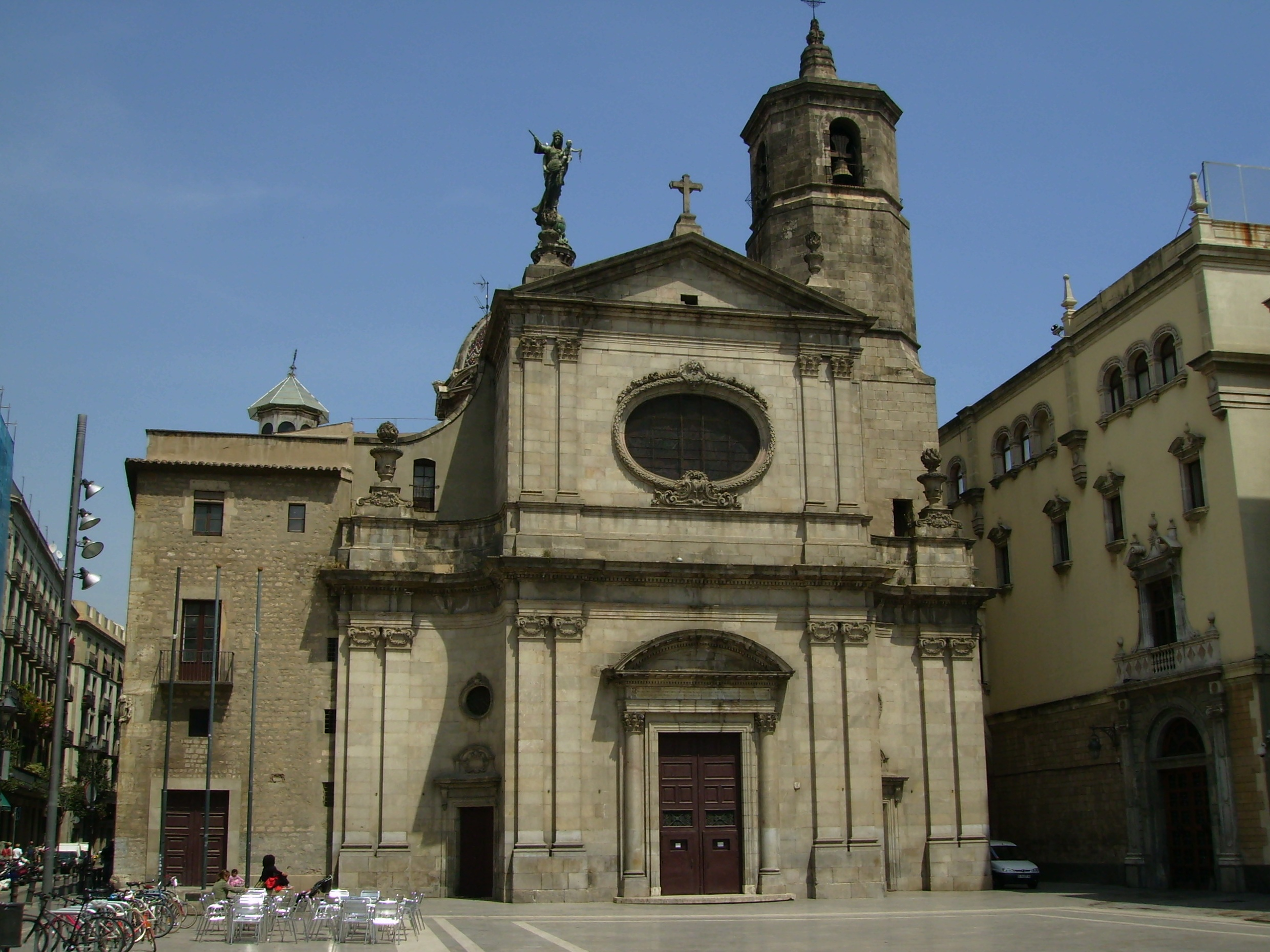
Basilika Panny Marie Sedmibolestné
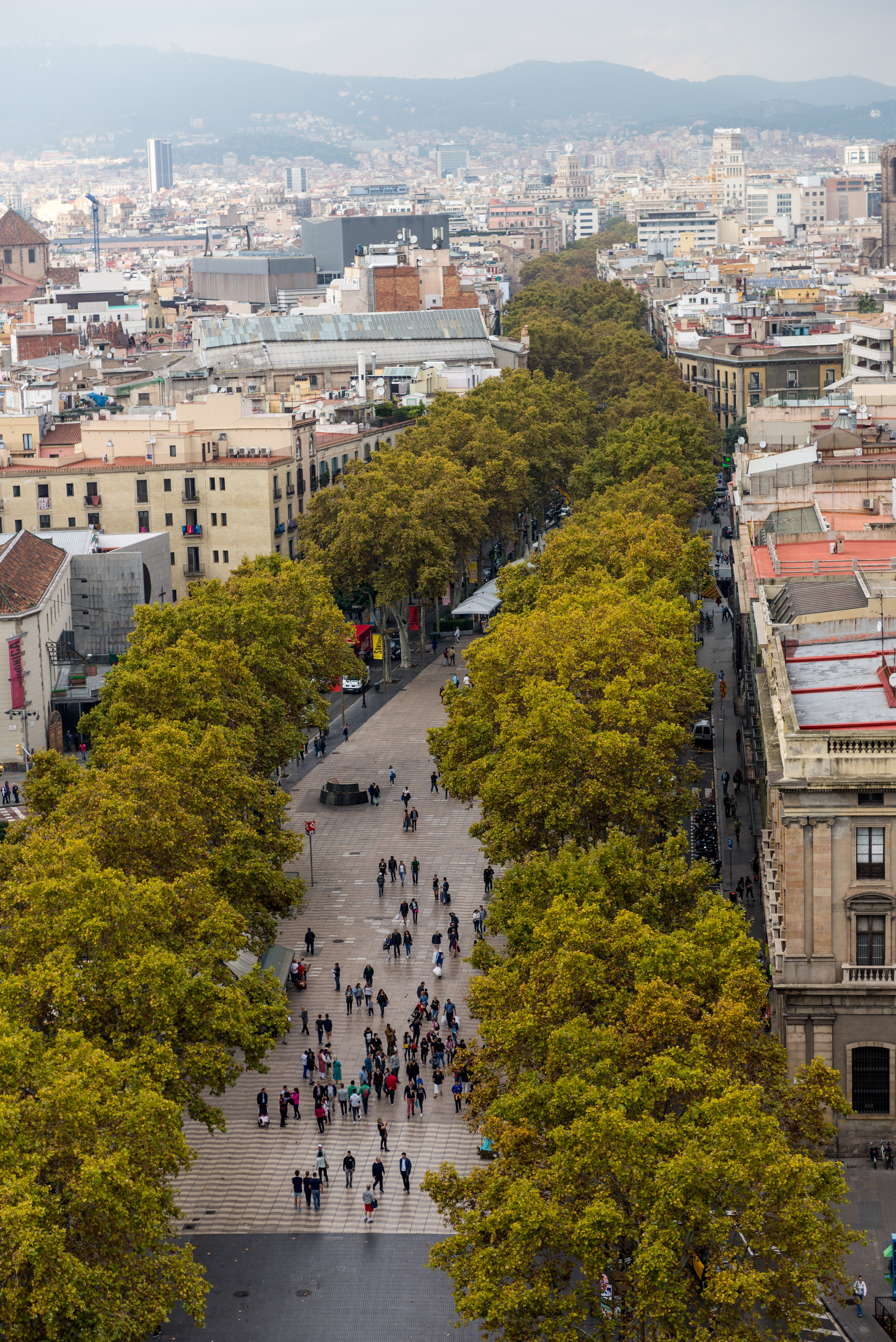
La Rambla
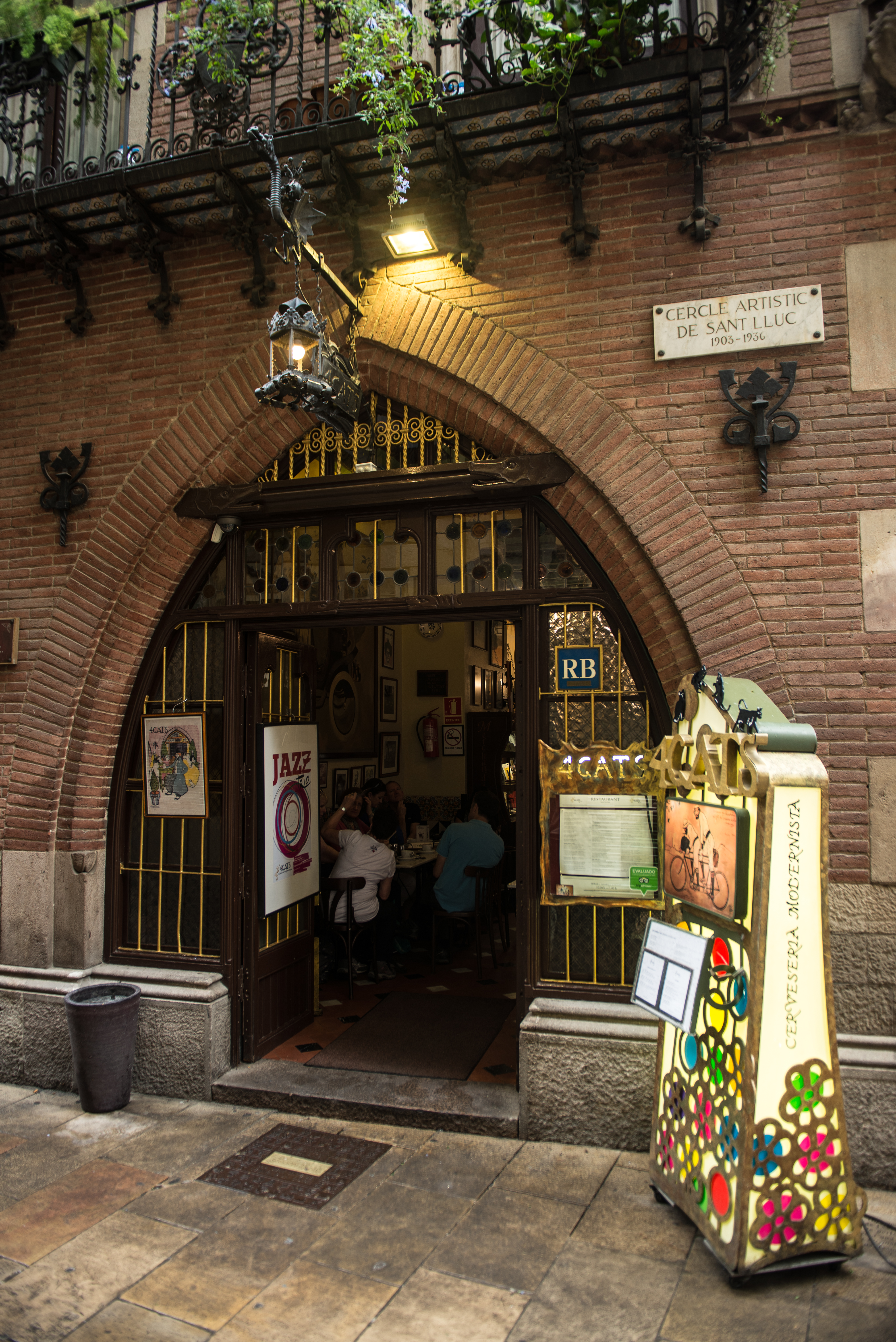
Bohémský klub u čtyřech koček - Els Quatre Gats